# Pongamiopsis
Genre
Pongamiopsis est un genre de plantes à fleurs dicotylédones de la famille des Fabaceae, sous-famille des Faboideae, originaire de Madagascar, qui comprend trois espèces acceptées.

## Liste d'espèces
Selon The Plant List (22 novembre 2018) :
- Pongamiopsis amygdalina (Baill.) R.Vig.
- Pongamiopsis pervilleana (Baill.) R.Vig.
- Pongamiopsis viguieri Du Puy & Labat